# Hadestown
Hadestown és un musical amb música, lletres i llibre d'Anaïs Mitchell. Explica una versió de l'antic mite grec d'Orfeu i Eurídice, on Orfeu va als inferns a rescatar la seva promesa Eurídice.
La versió original del musical es va estrenar a la ciutat de Barre, Vermont, el 2006. També hi va haver una producció a Vergennes el mateix any i una gira entre Vermont i Massachusetts el 2007. Aleshores, Mitchell, insegur del futur del musical, va girar en un àlbum conceptual, llançat el 2010.
El 2012, Mitchell va conèixer la directora Rachel Chavkin i els dos van començar a reelaborar la producció escènica, amb cançons i diàlegs addicionals. La nova versió del musical, desenvolupada per a l'escenari i dirigida per Chavkin, es va estrenar al New York Theatre Workshop de l'Off-Broadway el 6 de maig de 2016 i es va estendre fins al 31 de juliol. Després de les produccions a Edmonton i Londres, l'espectacle es va estrenar en prèvies a Broadway al març del 2019.
La producció de Broadway es va obrir a l'aclamació de la crítica i va rebre nombrosos premis i nominacions. Als 73è Premis Tony, Hadestown va rebre un total de 14 nominacions (la majoria de la nit) i en va guanyar vuit, incloent-hi els de millor musical i la millor partitura original.

## Sinopsi

### Acte I
En un entorn post-apocalíptic inspirat en una gran depressió, el déu Hermes entra a narrar la història i a introduir cadascun dels personatges ("Road to Hell"). A continuació, les tres Moires observen Eurídice mentre vagava per la terra moribunda buscant refugi ("Any Way the Wind Blows"). Orfeu, fillol d'Hermes, coneix Eurídice i li demana que es casi amb ell amb alguns ànims d'Hermes ("Come Home With Me"). Eurídice és dubtosa ja que tots dos viuen en la pobresa i ella vol una vida d'estabilitat. Orfeu, un músic, la persuadeix dient-li que està escrivint una cançó que portarà el món al seu estat harmoniós original i que ja no hauran de lluitar ("Wedding Song").
Després d'un interludi en què Orfeu explica la història de la parella divina Hades i Persèfone ("Epic I"), Persèfone arriba per celebrar el breu goig de l'estiu portat al seu costat ("Livin 'it Up on Top"). Orfeu brinda per Persèfone i expressa l'esperança pel seu futur amb Eurídice, que reflexiona sobre el seu creixent amor per Orfeu malgrat la seva independència ("All I've Ever Known").
Arriba l'hivern i, juntament amb ell, un tren per portar a Persèfone, una reticent, a la fàbrica subterrània d'Hadestown. Orfeu i Eurídice veuen com Persèfone expressa la seva misèria per haver de tornar a la fàbrica, mentre que els Destins semblen elogiar les riqueses de Hadestown. Tot i escoltar sobre el dur tractament que Hades va fer als seus treballadors, Eurydice està intrigat ("Way Down Hadestown"). A mesura que avança un hivern especialment dur, Orfeu continua escrivint la seva cançó mentre Eurídice busca desesperadament menjar i llenya per a tots dos ("A Gathering Storm" / "Epic II"). Al mateix temps, Hades i Persèfone lluiten pel declivi de la seva pròpia relació ("Chant").
Hades surt de la fàbrica per trobar algú que apreciarà la seguretat i la comoditat de Hadestown. Es troba amb una Eurídice famolenca i li ofereix l'oportunitat d'ajuntar-se a ell en una vida segura allunyada de la pobresa ("Hey Little Songbird"). Arriben les Moires i exhorten a Eurídice a posar la seva supervivència per primera vegada assumint l'oferta d'Hades ("When the Chips are Down"). Amb Orfeu treballant en la seva cançó, Eurídice tria la supervivència i decideix seguir Hades fins a la fàbrica ("Gone, I'm Gone"). Quan Orfeu torna a buscar Eurídice, Hermes li diu que ha anat a Hadestown; Orfeu es compromet a recuperar-la i Hermes li diu a Orfeu com arribar-hi sense fer servir el tren de l'Hades ("Wait For Me"). Eurídice arriba a Hadestown i comença el seu treball a la paret que l'envolta ("Why We Build the Wall")

### Acte II
Després de Persèfone que subverteix la regla de l'Hades passant mercaderies de contraban als treballadors per una quota ("Our Lady Of The Underground"), veiem que Eurídice s'adona que, en prendre la decisió irreversible de donar la seva vida a Hadestown, aviat es perdran tots els seus records. a canvi d'un treball sense sentit ("Way Down Hadestown (Reprise)"). Ella canta les seves penes mentre els seus records sobre el terreny a poc a poc comencen a esvair-se ("Flowers").
Orfeu, després d'haver-se dirigit a Hadestown seguint les indicacions d'Hermes, troba a Eurídice i li prega que torni a casa amb ell ("Come Home With Me (Reprise)"). Arriba Hades i li revela a Orfeu que Eurídice li va signar la seva ànima de bon grat i que els seus treballadors el van apallissar ("Papers"), després dels quals els destins diuen a un Orfeu esgotat que renunciés a salvar Eurídice ("Nothing Changes"). Orfeu canta la seva desesperació per la pèrdua del seu amant, inspirant els ciutadans de Hadestown a seguir-lo i oposar-se a les dures condicions en què són obligats a treballar, de la qual Persefone és testimoni ("If It's True"). Tocat per la música d'Orfeu, Persèfone li diu a Hades que deixi anar Eurídice ("How Long") la qual cosa li ofereix a Orfeu burleta l'oportunitat de cantar abans que l'executi ("Chant (Reprise)"). Orfeu canta la versió completa de la cançó que ha estat escrivint, redimint Hades del seu amor per Persefone (Epic III). Orfeu i Eurídice afirmen el seu amor mutu i prometen estar junts sense que importi el que hagin d'enfontar (Promises). Hades es veu més afectat per la cançó d'Orfeu que el que pensava, i les Moires expliquen el seu dilema: si mata Orfeu el convertirà en un màrtir, però si el deixa marxar amb Eurídice, llavors perdrà el seu control autoritari sobre la fàbrica, donat que els seus treballadors han començat a agitar-se per la seva pròpia llibertat (Word to the Wise). Hades decideix deixar el seu destí en mans d'Orfeu: poden marxar junts, però Orfeu ha d'anar al davant. Si es gira per comprovar si Eurídice el segueix, ella pertanyerà a Hades per sempre (His kiss, the riot)
Hermes explica la decisió de Hades a Orfeu i Eurídice. Mentre Hades i Persèfone prometen donar una nova oportunitat a la seva relació la propera vegada que torni a Hadestown, Orfeu comença la sortida amb Eurídice seguint-lo ("Wait for Me (Reprise)"). Orfeu ho fa fins al final del viatge, quan se sent superat pel dubte i es gira a la recerca d'Eurídice, només per veure que ha estat darrere d'ell tot el temps, condemnant-la així a romandre a Hadestown per sempre ("Doubt Comes In").
Hermes, ara sombrivol, reflexiona sobre el final de la història; ho fa mitjançant una repetició de la primera cançó, i així comença a explicar la història de nou. Com a explicació, remarca que, per moltes vegades que la cantin, la gent sempre espera un final més feliç, i que aquest és el valor de continuar cantant el conte i dels regals d'Orfeu: "[fer] veure com el món podria ser-ho malgrat la seva forma ”. ("Road to Hell (Reprise)"). L'espectacle es tanca amb Persèfone i Eurídice que brinden per Orfeu després de la cortina, reiterant el tema de l'esperança malgrat les circumstàncies infeliços: "Alguns ocells canten quan el sol és brillant / Els nostres elogis són no per a ells / Però els que canten a les fosques de la nit / Els aixecem les copes "(" We Raise our Cups ").

## Personatges
- Hermes, déu grec de les fronteres, camins, viatgers, comerç, lladres, atletes, pastors i psicopomps, és el missatger diví. Al llarg del musical, interpreta el paper de narrador. És completament honest i de parla fluida. Tot i que afirma no fer les coses "perquè és amable", es mostra que cuida Orfeu prenent-lo com a ajudant i mostra bondat amb Eurídice.
- Orfeu és un llegendari músic, poeta, amant d'Eurídice i profeta de l'antiga religió grega. El protagonista principal, és un somiador i sempre veu com podrien ser les coses. Veu el millor de la gent. És incòmode i maldestre, però finalment decidit.
- Eurídice és l'amant d'Orfeu. Ella té més experiència a la vida que Orfeu. Ha estat sola tota la seva vida i ha après a lluitar per ella mateixa, cosa que l'ha fet reticent a confiar en la gent. Les Moires la segueixen a través de la major part del musical, plantant llavors de dubte i animant-la a marxar i anar a Hadestown.
- Persèfone és deessa de la primavera i esposa de l'Hades. És lliure d'esperit i divertida. És alcohòlica i sovint es mostra borratxa en molts punts del musical. Tot i que encara l'estima, la seva relació amb l'Hades s'ha trencat amb els anys i la parella es disputa constantment. Amb la seva arribada al nostre món, porta la primavera, l'estiu i els bons moments.
- Hades és déu dels inferns i marit de Persèfone. És l'antagonista principal. És el governant de Hadestown. És fred i despreocupat. Tot i això, s'ha tornat encara més fred i endurit des que la seva relació amb Persèfone s'ha tornat distant. Veu els treballadors de Hadestown com "els seus fills" i creu que a través del control totalitari de les seves vides els ha alliberat.
- Les Moires són tres esperits que actuen com la força motriu de moltes decisions clau que prenen altres personatges al programa influint i manipulant els seus pensaments. Hermes, al número inicial, els descriu com "tres dones velles que vestien el mateix" i diu que "sempre cantaven al fons de la teva ment".

## Números musicals

### New York Theatre Workshop, New York
Totes les cançons són adaptades de l'àlbum de Mitchell, conjuntament de "Any Way the Wind Blows" del seu album Xoa, llevat quan se senyala.
| Acte I - "Any Way the Wind Blows"† – Les Moires, Eurydice - "Road to Hell"‡ – Hermes, Companyia - "Come Home With Me"†‡ – Orpheus, Eurydice - "Wedding Song"† – Eurydice, Orpheus - "Epic I"†‡ – Orpheus, Companyia - "Livin' it Up on Top"‡ – Persephone, Orpheus, Hermes, Companyia - "All I've Ever Known"‡ – Eurydice, Orpheus - "Way Down Hadestown" – Hermes, Persephone, Orpheus, Eurydice, Les Moires, Hades - "Epic II" – Orpheus - "Chant"‡ – Orpheus, Persephone, Hades, Eurydice, Companyia - "Hey, Little Songbird" – Hades, Eurydice - "When the Chips are Down" – Les Moires, Eurydice - "Gone, I'm Gone" – Eurydice, Les Moires - "Wait for Me" – Orpheus, Hermes, Companyia - "Why We Build the Wall" – Hades, Companyia | Acte II - "Our Lady of the Underground" – Persephone, Companyia - "Way Down Hadestown II"‡ – Hermes, Eurydice, Les Moires - "Flowers"† – Eurydice - "Come Home With Me II"†‡ – Orpheus, Eurydice, Les Moires - "Papers"† – Hades, Hermes, Orpheus - "Nothing Changes"† – Les Moires - "If It's True"† – Orpheus, Hermes - "How Long?"† – Persephone, Hades - "Chant" (Reprise)‡ – Hermes, Orpheus, Hades, Persephone, Eurydice, Les Moires - "Epic III" – Orpheus, Hades, Companyia - "Lover's Desire"† – Instrumental - "Word to the Wise"‡ – Les Moires - "His Kiss, The Riot" – Hades - "Promises"‡ – Orpheus, Eurydice - "Wait for Me" (Reprise)‡ – Hermes, Persephone, Hades, Eurydice, Les Moires - "Doubt Comes In" – Les Moires, Orpheus, Eurydice - "Road to Hell" (Reprise)‡ – Hermes - "I Raise My Cup"† – Persephone |

† No inclosa a l'enregistrament del repartiment original
‡ Material original

### Citadel Theatre-Edmonton,Alberta,Canadà
| Acte I - "Road to Hell I" – Hermes, Companyia - "Any Way the Wind Blows" – Les Moires - "Come Home With Me I" – Orpheus, Eurydice - "Wedding Song" – Eurydice, Orpheus - "Living It Up On Top" – Persephone, Orpheus, Hermes, Treballadors - "All I've Ever Known" – Eurydice, Orpheus - "Way Down Hadestown I" – Hermes, Persephone, Orpheus, Eurydice, Les Moires, Hades - "Wind Theme" – Hermes, Les Moires - "Epic I" – Orpheus, Treballadors - "Chant I" – Orpheus, Persephone, Hades, Eurydice, Hermes, Les Moires, Treballadors - "Hey, Little Songbird" – Hades, Eurydice - "When the Chips are Down" – Les Moires, Eurydice - "Gone, I'm Gone" – Eurydice, Les Moires - "Wait for Me" – Orpheus, Hermes, Treballadors - "Why We Build the Wall" – Hades, Companyia | Acte II - "Our Lady of the Underground" – Persephone, Companyia - "Way Down Hadestown II" – Hermes, Eurydice, Les Moires, - "Flowers" – Eurydice - "Come Home With Me II" – Orpheus, Eurydice, Les Moires - "Papers" – Hades, Hermes, Orpheus - "Nothing Changes" – Les Moires - "If It's True" – Orpheus, Hermes - "How Long?" – Persephone, Hades - "Chant II" – Hermes, Orpheus, Hades, Persephone, Eurydice, Treballadors - "Epic II" – Orpheus, Hades, Companyia - "Lover's Desire" – Instrumental - "Promises" – Orpheus, Eurydice - "Word to the Wise" – Les Moires - "His Kiss, The Riot" – Hades - "Wait for Me II" – Hermes, Persephone, Hades, Eurydice, Treballadors - "Doubt Comes In" – Les Moires, Orpheus, Eurydice - "Road to Hell II" – Hermes - "Curtain Call: I Raise My Cup" – Persephone |

### Royal National Theatre-Londres/Walter Kerr Theatre-Broadway
| Acte I - "Road to Hell" – Hermes, Orpheus, Companyia - "Any Way the Wind Blows" – Hermes, Les Moires, Eurydice, Orpheus - "Come Home With Me" – Orpheus, Eurydice, Treballadors - "Wedding Song" – Eurydice, Orpheus, Treballadors - "Epic I" – Hermes, Orpheus - "Livin' it Up on Top" – Hermes, Persephone, Orpheus, Treballadors - "All I've Ever Known" – Eurydice, Orpheus, Hermes - "Way Down Hadestown" – Hermes, Persephone, Les Moires, Treballadors - "A Gathering Storm" – Hermes, Eurydice, Orpheus, Les Moires - "Epic II" – Orpheus, Treballadors - "Chant" – Persephone, Hades, Eurydice, Orpheus, Hermes, Les Moires, Treballadors - "Hey, Little Songbird" – Hades, Eurydice - "When the Chips are Down" – Les Moires, Eurydice, Hermes, Hades - "Gone, I'm Gone" – Eurydice, Les Moires - "Wait for Me" – Hermes, Orpheus, Les Moires, Treballadors - "Why We Build the Wall" – Hades, Eurydice, Hermes, Persephone, Companyia | Acte II - "Our Lady of the Underground" – Persephone, Companyia - "Way Down Hadestown (Reprise)" – Fates, Eurydice, Hermes, Treballadors - "Flowers" – Eurydice - "Come Home With Me (Reprise)" – Orpheus, Eurydice - "Papers" – Hades, Hermes, Orpheus, Eurydice, Persephone - "Nothing Changes" – Les Moires - "If It's True" – Orpheus, Hermes, Treballadors - "How Long?" – Persephone, Hades - "Chant (Reprise)" – Hermes, Hades, Orpheus, Persephone, Eurydice, Treballadors - "Epic III" – Orpheus, Hermes, Companyia - "Promises" – Eurydice, Orpheus - "Word to the Wise" – Les Moires - "His Kiss, the Riot" – Hades - "Wait for Me (Reprise)" – Hermes, Orpheus, Eurydice, Persephone, Hades, Les Moires, Treballadors - "Doubt Comes In" – Les Moires, Orpheus, Eurydice, Treballadors - "Road to Hell (Reprise)" – Hermes, Companyia - "We Raise our Cups" – Persephone, Eurydice, Companyia |

## Produccions
Hadestown es va representar com a producció escènica a les ciutats de Barre i Vergennes el 2006, abans d'anar a fer una gira de set dies de deu ciutats entre l'estat natal d'Anaïs Mitchell, Vermont i Massachusetts, el 2007.Mitchell va descriure la primera encarnació de l'espectacle com "un projecte de teatre de bricolatge". L'equip creatiu incloïa l'orquestrador i arranjador primari Michael Chorney i el director / dissenyador original Ben T. Matchstick, a més d'un repartiment d'artistes locals de Vermont. El 2010 es va llançar un àlbum conceptual.
A la recerca d'un director, Mitchell va buscar Rachel Chavkin el 2012 després d'haver vist una producció de Natasha, Pierre & the Great Comet of 1812 dirigida per Chavkin. En la transició de l'àlbum conceptual al musical d'escena, Mitchell va escriure 15 cançons addicionals i va afegir diàlegs per aclarir la línia de la història i aprofundir en la caracterització. Les 15 noves cançons es van desenvolupar després que Mitchell i Chavkin discutissin les llacunes en la història de l'àlbum. Michael Chorney va crear les principals orquestacions i arranjaments, amb Todd Sickafoose que va contribuir amb altres arranjaments i co-arranjaments. Hadestown es va estrenar al New York Theatre Workshop per a una primera tirada del 3 de maig al 3 de juliol de 2016, però posteriorment es va ampliar a causa de la demanda popular fins al 31 de juliol. La producció va ser protagonitzada per Damon Daunno com a Orfeu, Nabiyah Be com Eurídice, Amber Grey com Perséfone, Patrick Page com Hades, Chris Sullivan com Hermes i Lulu Fall, Jessie Shelton i Shaina Taub com a les Moires.
El 14 d'octubre de 2016 es va publicar un EP amb quatre cançons del musical, enregistrades en directe els dies 28 i 29 de juny de 2016. El 6 d'octubre de 2017 es va publicar un àlbum complet en directe.
Hadestown va ser presentat en una preparada pre-Broadway com a part de la temporada 2017–18 al Citadel Theatre d'Edmonton, Alberta, Canadà. Rachel Chavkin va tornar a exercir de directora, amb actuacions programades entre l'11 de novembre i el 3 de desembre de 2017, amb Amber Gray i Patrick Page reprenent els seus papers de NYTW. La producció es va presentar en col·laboració amb Mara Isaacs i Dale Franzen, que van produir el rodatge Off-Broadway. La producció de NYTW també va aparèixer a la premiada sèrie documental Working in the Theatre produïda per l'American Theatre Wing.
Abans d'un trasllat a Broadway el 2019, Hadestown es va representar al teatre Olivier del National Theatre de Londres. Fent el seu debut al Regne Unit, va funcionar del 2 de novembre de 2018 al 26 de gener de 2019. L'equip de producció incloïa Rachel Hauck per al disseny escènic, Michael Krass per al vestuari, Bradley King per al disseny d'il·luminació, Nevin Steinberg i Jessica Paz per al so disseny, David Neumann per a la coreografia i Liam Robinson per a la direcció musical. Patrick Page, Amber Gray i Reeve Carney van repetir les seves actuacions a la producció del National Theatre, junt amb Eva Noblezada, André De Shields (que havia participat en alguns primers dels tallers de la producció), Carly Mercedes Dyer, Rosie Fletcher i Gloria Onitiri.
Hadestown va estrenar-se a Broadway al Walter Kerr Theatre, amb previsualitzacions a partir del 22 de març de 2019 i la nit d'estrena prevista per al 17 d'abril de 2019. Page, Gray, De Shields, Carney i Noblezada repeteixen les seves actuacions per a la producció de Broadway, i se'ls uneix Jewelle Blackman, Yvette Gonzales-Nacer i Kay Trinidad. La producció de Broadway va ser produïda per Mara Isaacs, Dale Franzen, Hunter Arnold i Tom Kirdahy. L'equip de producció també reuneix Hauck per al disseny escènic, Krass per al vestuari, King per al disseny d'il·luminació, Steinberg i Jessica Paz per al disseny de so, Neumann per a la coreografia i Robinson per a la direcció musical. A partir del 12 de març de 2020, l'espectacle va suspendre la producció a causa de la pandèmia COVID-19. La producció del programa quedà suspesa.
A l'agost de 2019, durant un episodi de Good Morning America es va anunciar que Hadestown començaria una gira nacional el 2020.

## Repartiments
| Personatge | Vermont/Massachusetts 2007                     | Àlbum conceptual 2010 | Off-Broadway 2016                    | Pre-Broadway 2017                                | West End 2018                                     | Broadway 2019                                       |
| ---------- | ---------------------------------------------- | --------------------- | ------------------------------------ | ------------------------------------------------ | ------------------------------------------------- | --------------------------------------------------- |
| Orfeu      | Ben Campbell                                   | Justin Vernon         | Damon Daunno                         | Reeve Carney                                     | Reeve Carney                                      | Reeve Carney                                        |
| Eurídice   | Anaïs Mitchell                                 | Anaïs Mitchell        | Nabiyah Be                           | T.V. Carpio                                      | Eva Noblezada                                     | Eva Noblezada                                       |
| Hades      | David Symons                                   | Greg Brown            | Patrick Page                         | Patrick Page                                     | Patrick Page                                      | Patrick Page                                        |
| Persèfone  | Miriam Bernardo                                | Ani DiFranco          | Amber Gray                           | Amber Gray                                       | Amber Gray                                        | Amber Gray                                          |
| Hermes     | Ben T. Matchstick                              | Ben Knox Miller       | Chris Sullivan                       | Kingsley Leggs                                   | André De Shields                                  | André De Shields                                    |
| Moires     | Sarah-Dawn Albani Lisa Raatikainen Nessa Rabin | The Haden Triplets    | Lulu Fall Jessie Shelton Shaina Taub | Jewelle Blackman Kira Guloien Evangelia Kambites | Carly Mercedes Dyer Rosie Fletcher Gloria Onitiri | Jewelle Blackman Yvette Gonzales-Nacer Kay Trinidad |

## Enregistraments
Mitchell va llançar un àlbum conceptual basat en el musical, que va treballar-hi durant més d'un any. Es va publicar el 9 de març de 2010 a través de Righteous Babe Records.
Un enregistrament en directe de la producció Off-Broadway es va publicar digitalment i en CD el 6 d'octubre de 2017 a través de Parlophone Records. El 13 d'octubre de 2016 es va llançar per als minoristes digitals un EP de quatre pistes titulat Why We Build The Wall (Selections from Hadestown. The Myth. The Musical. Live Original Cast Recording) per als minoristes digitals.
Una gravació de repartiment de Broadway es va publicar íntegrament el 26 de juliol de 2019 a través de Sing It Again Records. Una gravació física de dos CD estarà disponible més endavant.

## Rebuda
Hadestown va rebre crítiques crítiques generalment positives. The New York Times va descriure la producció Off-Broadway com a "inventiva" i "magníficament cantada", elogiant la seva senzillesa i intimitat. The Hollywood Reporter va descriure el diàleg afegit com a "inductor de molèsties", però va afavorir la seva alta energia i la seva posada en escena immersiva. Diverses ressenyes van establir paral·lelismes entre la cançó "Why We Build the Wall" i la campanya presidencial de Donald Trump de 2016, tot i que la cançó és anterior a la campanya aproximadament una dècada.
La producció es va estrenar a Broadway el 17 d'abril de 2019 amb una recepció crítica en gran part positiva, amb elogis especialment dirigits a la seva direcció i actuacions, en particular les d'Amber Gray, André De Shields i Patrick Page. The New York Times el va anomenar "magnífic" i "hipnòtic", sobretot remarcant la seva millora a partir de la versió del New York Theatre Workshop. David Rooney de The Hollywood Reporter el qualificà de "completament fabulós", en particular lloant les interpretacions de Gray i Page.

## Premis i nominacions

### Producció de l'Off-Broadway
| Any  | Premi                                | Categoria                                                     | Nominat                                                       | Resultat  |
| ---- | ------------------------------------ | ------------------------------------------------------------- | ------------------------------------------------------------- | --------- |
| 2016 | American Academy of Arts and Letters | Premi Richard Rodgers al teatre musical                       | Premi Richard Rodgers al teatre musical                       | Guanyador |
| 2017 | Premis Drama Desks                   | Musical destacat                                              | Musical destacat                                              | Nominat   |
| 2017 | Premis Drama Desks                   | Disseny d'il·luminació excepcional per a un musical           | Bradley King                                                  | Nominat   |
| 2017 | Premis Drama League                  | Producció excepcional d'un musical de Broadway o Off-Broadway | Producció excepcional d'un musical de Broadway o Off-Broadway | Nominat   |
| 2017 | Premis Lucille Lortel                | Musical destacat                                              | Musical destacat                                              | Nominat   |
| 2017 | Premis Lucille Lortel                | Coreògraf destacat                                            | David Neumann                                                 | Nominat   |
| 2017 | Premis Lucille Lortel                | Actor principal destacat en un musical                        | Patrick Page                                                  | Nominat   |
| 2017 | Premis Lucille Lortel                | Actriu principal destacada en un musical                      | Amber Gray                                                    | Nominat   |
| 2017 | Premis Lucille Lortel                | Actor de repartiment destacat en un musical                   | Chris Sullivan                                                | Nominat   |
| 2017 | Premis Lucille Lortel                | Disseny escènic excepcional                                   | Rachel Hauck                                                  | Nominat   |
| 2017 | Premis Lucille Lortel                | Disseny de so excepcional                                     | Robert Kaplowitz                                              | Nominat   |
| 2017 | Premis Outer Critics Circle          | Musical nou de l'Off-Broadway excepcional                     | Musical nou de l'Off-Broadway excepcional                     | Nominat   |
| 2017 | Premis Off-Broadway Alliance         | Millor musical nou                                            | Millor musical nou                                            | Nominat   |

### Producció d'Edmonton
| Any  | Premi                           | Categoria                                                | Nominat                                                  | Resultat  |
| ---- | ------------------------------- | -------------------------------------------------------- | -------------------------------------------------------- | --------- |
| 2018 | Premi Elizabeth Sterling Haynes | Premi Timothy Ryan a la producció destacada d'un musical | Premi Timothy Ryan a la producció destacada d'un musical | Nominat   |
| 2018 | Premi Elizabeth Sterling Haynes | Director destacat                                        | Rachel Chavkin                                           | Nominat   |
| 2018 | Premi Elizabeth Sterling Haynes | Actuació destacada d'una actriu amb un paper secundari   | Amber Gray                                               | Guanyador |
| 2018 | Premi Elizabeth Sterling Haynes | Disseny d'escenografia excepcional                       | Rachel Hauck                                             | Nominat   |
| 2018 | Premi Elizabeth Sterling Haynes | Disseny de vestuari excepcional                          | Michael Krass                                            | Nominat   |
| 2018 | Premi Elizabeth Sterling Haynes | Disseny d'il·luminació excepcional                       | Bradley King                                             | Guanyador |
| 2018 | Premi Elizabeth Sterling Haynes | Director musical destacat                                | Liam Robinson                                            | Nominat   |
| 2018 | Premi Elizabeth Sterling Haynes | Coreografia o direcció de lluita destacats               | David Neumann                                            | Nominat   |

### Producció de Broadway
| Any  | Premi                                                | Categoria                                                     | Nominat | Resultat  |
| ---- | ---------------------------------------------------- | ------------------------------------------------------------- | --- | --------- |
| 2019 | Premis Tony                                          | Millor musical                                                | Millor musical | Guanyador |
| 2019 | Premis Tony                                          | Millor llibret                                                | Anaïs Mitchell | Nominat   |
| 2019 | Premis Tony                                          | Millor banda sonora                                           | Anaïs Mitchell | Guanyador |
| 2019 | Premis Tony                                          | Millor actriu protagonista de musical                         | Eva Noblezada | Nominat   |
| 2019 | Premis Tony                                          | Millor actor de repartiment de musical                        | André De Shields | Guanyador |
| 2019 | Premis Tony                                          | Millor actor de repartiment de musical                        | Patrick Page | Nominat   |
| 2019 | Premis Tony                                          | Millor actriu de repartiment de musical                       | Amber Gray | Nominat   |
| 2019 | Premis Tony                                          | Millor escenografia a un musical                              | Rachel Hauck | Guanyador |
| 2019 | Premis Tony                                          | Millor vestuari a un musical                                  | Michael Krass | Nominat   |
| 2019 | Premis Tony                                          | Millor il·luminació a un musical                              | Bradley King | Guanyador |
| 2019 | Premis Tony                                          | Millor so                                                     | Nevin Steinberg i Jessica Paz | Guanyador |
| 2019 | Premis Tony                                          | Millor direcció de musical                                    | Rachel Chavkin | Guanyador |
| 2019 | Premis Tony                                          | Millor coreografia                                            | David Neumann | Nominat   |
| 2019 | Premis Tony                                          | Millors orquestracions                                        | Michael Chorney i Todd Sickafoose | Guanyador |
| 2019 | Premis Drama Desk                                    | Actor destacat en un musical                                  | André De Shields | Guanyador |
| 2019 | Premis Drama Desk                                    | Director destacat d'un musical                                | Rachel Chavkin | Guanyador |
| 2019 | Premis Drama Desk                                    | Coreografia destacada                                         | David Neumann | Nominat   |
| 2019 | Premis Drama Desk                                    | Disseny escènic excepcional per a un musical                  | Rachel Hauck | Nominat   |
| 2019 | Premis Drama Desk                                    | Disseny de vestuari excepcional per a un musical              | Michael Krass | Nominat   |
| 2019 | Premis Drama Desk                                    | Disseny d'il·luminació excepcional per a un musical           | Bradley King | Guanyador |
| 2019 | Premis Drama Desk                                    | Disseny de so excepcional en un musical                       | Nevin Steinberg i Jessica Paz | Guanyador |
| 2019 | Premis Drama League                                  | Producció excepcional d'un musical de Broadway o Off-Broadway | Producció excepcional d'un musical de Broadway o Off-Broadway | Guanyador |
| 2019 | Premis Drama League                                  | Premi a la interpretació distingida                           | Amber Gray | Nominat   |
| 2019 | Premis Drama League                                  | Premi a la interpretació distingida                           | André De Shields | Nominat   |
| 2019 | Outer Critics Circle Awards                          | Musical de Broadway nou destacat                              | Musical de Broadway nou destacat | Guanyador |
| 2019 | Outer Critics Circle Awards                          | Llibre destacat d'un musical (Broadway o Off-Broadway)        | Anaïs Mitchell | Nominat   |
| 2019 | Outer Critics Circle Awards                          | Partitura nova destacada (Broadway o Off-Broadway)            | Anaïs Mitchell | Guanyador |
| 2019 | Outer Critics Circle Awards                          | Actor destacat en un musical                                  | Reeve Carney | Nominat   |
| 2019 | Outer Critics Circle Awards                          | Actor de repartiment destacat en un musical                   | André De Shields | Guanyador |
| 2019 | Outer Critics Circle Awards                          | Actriu de repartiment destacada en un musical                 | Amber Gray | Guanyador |
| 2019 | Outer Critics Circle Awards                          | Director destacat d'un musical                                | Rachel Chavkin | Guanyador |
| 2019 | Outer Critics Circle Awards                          | Coreògraf destacat                                            | David Neumann | Nominat   |
| 2019 | Outer Critics Circle Awards                          | Disseny escènic excepcional (teatral o musical)               | Rachel Hauck | Nominat   |
| 2019 | Outer Critics Circle Awards                          | Disseny d'il·luminació excepcional (teatral o musical)        | Bradley King | Guanyador |
| 2019 | Outer Critics Circle Awards                          | Disseny de so excepcional (teatral o musical)                 | Nevin Steinberg i Jessica Paz | Nominat   |
| 2019 | Outer Critics Circle Awards                          | Orquestracions destacades                                     | Chorney i Todd Sickafoose | Nominat   |
| 2019 | Premis del públic Broadway.com                       | Musical nou favorit                                           | Musical nou favorit | Nominat   |
| 2019 | Premis del públic Broadway.com                       | Actor principal favorit en un musical                         | Reeve Carney | Nominat   |
| 2019 | Premis del públic Broadway.com                       | Actriu protagonista favorita en un musical                    | Eva Noblezada | Guanyador |
| 2019 | Premis del públic Broadway.com                       | Actor de repartiment favorit en un musical                    | Andre de Shields | Nominat   |
| 2019 | Premis del públic Broadway.com                       | Actriu de repartiment favorit en un musical                   | Amber Gray | Nominat   |
| 2019 | Premis del públic Broadway.com                       | Actuació favorita de Diva                                     | Amber Gray | Nominat   |
| 2019 | Premis del públic Broadway.com                       | Parella favorit a l'escenari                                  | Reeve Carney i Eva Noblezada | Nominat   |
| 2019 | Premis del públic Broadway.com                       | Nova cançó preferida                                          | "Wait for Me" | Guanyador |
| 2019 | Premis Chita Rivera                                  |                                                               | |           |
| 2019 | Coreografia excepcional en un espectacle de Broadway | David Neumann                                                 | Guanyador |           |
| 2019 | Ballarina destacada en un espectacle de Broadway     | Amber Gray                                                    | Nominat |           |
| 2019 | Conjunt destacat en un espectacle de Broadway        | Conjunt destacat en un espectacle de Broadway                 | Nominat |           |
| 2019 | Premi ACCA                                           | Cor de Broadway destacat                                      | Cor de Broadway destacat | Guanyador |
| 2020 | Premi Grammy                                         | Millor àlbum de teatre musical                                | Reeve Carney, André De Shields, Amber Gray, Eva Noblezada & Patrick Page (solistes principals) Mara Isaacs, David Lai, Anaïs Mitchell & Todd Sickafoose (productorrs) Anaïs Mitchell (compositor & lletrista) | Guanyador |